# Calycomyza brewerae
Calycomyza brewerae este o specie de muște din genul Calycomyza, familia Agromyzidae, descrisă de Valladares în anul 1981. Conform Catalogue of Life specia Calycomyza brewerae nu are subspecii cunoscute.